# Жолимбет
Жолимб́ет (каз. Жолымбет) — селище у складі Шортандинського району Акмолинської області Казахстану. Адміністративний центр та єдиний населений пункт Жолимбетської селищної адміністрації.
Розташований за 55 км від залізничної станції Шортанди на лінії Кокшетау—Астана. Видобуток золота.
Населення — 4011 осіб (2021; 4258 у 2009, 5218 у 1999, 7514 у 1989).
Станом на 1989 рік селище мало статус селища міського типу, статус робітничого селище отримало 1940 року.